# 회중석 (건축)

성당의 회중석

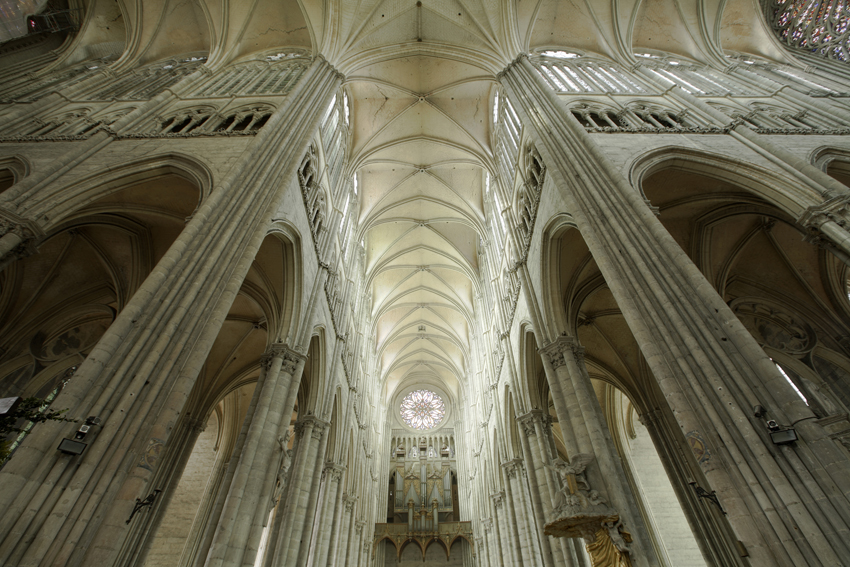
주교좌 성당의 회중석, (Cattedrale di Amiens)

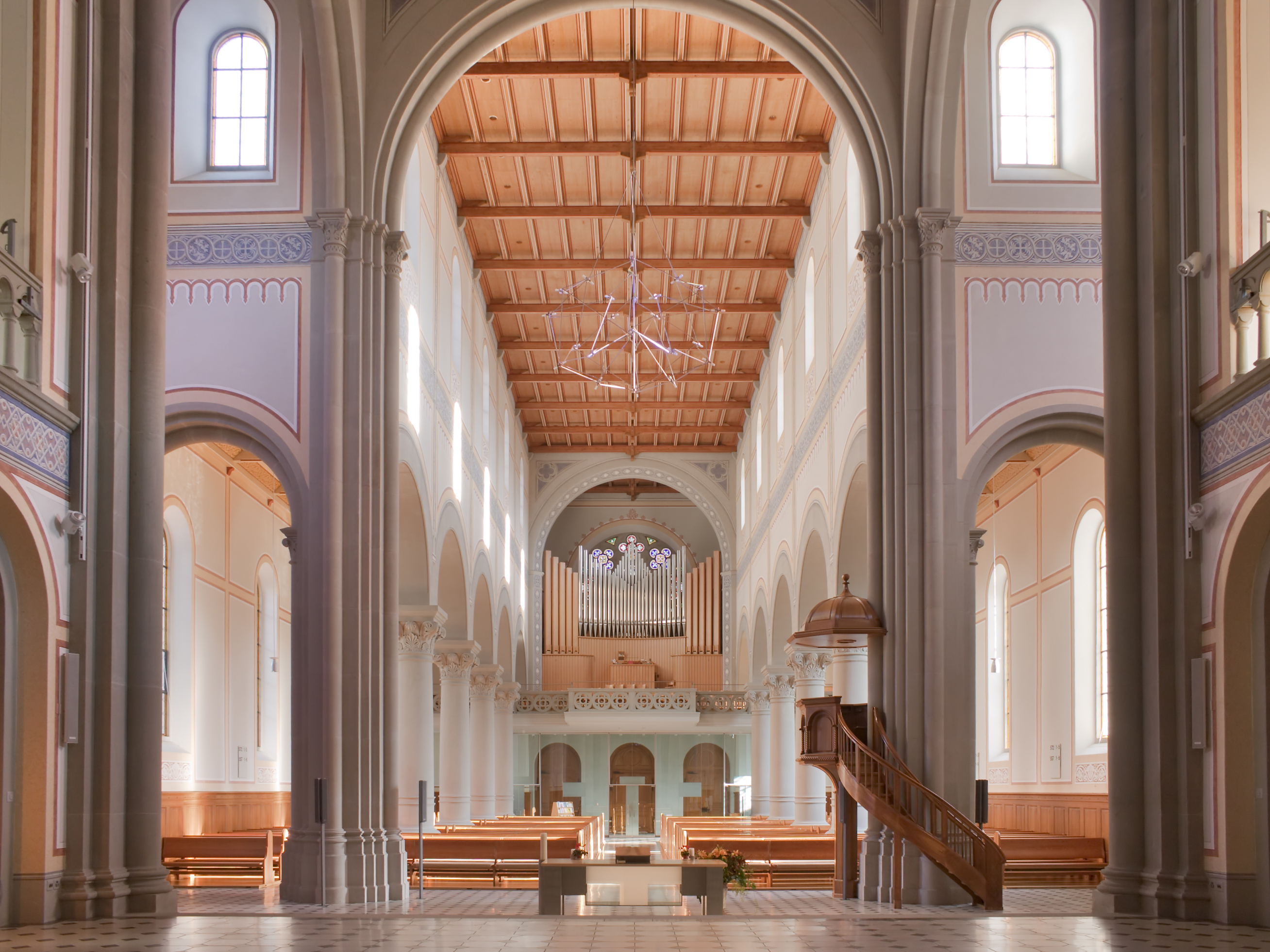
성당의 제단에서 바라본 회중석과 오르간, (Stadtkirche Glarus, 스위스)

회중석(會衆席, Aula)은 성당의 내부에서 성당 정면(파사드)과 제단 사이에 있는 공간으로, 전례 회중이 자리하는 공간이다. 회중석은 익랑을 사이에 두고 사제들의 구역인 제단과 마주보고 있다.
성당 건물 모양을 십자가 모양이라고 할 때 회중석은 세로 부분의 아래 부분에 해당하며, 보통으로 신자들에게 개방되어 있는 부분이다.
회중석은 양쪽 기둥 사이에 있는 신랑과 양쪽 기둥 바깥의 측랑을 합친 공간이다.
성대한 예식에서 입당 행렬은 성당 정면(파사드)에 있는 정문으로 들어와 회중석을 지나 제단으로 나아간다.
오랜 전통에 따라 감실은 회중석에서 분리된 경당에 둔다. 그것은 미사 중에는 신자들이 제대에 집중하도록 하려는 것이다.